# Pingelap Municipality
Pingelap Municipality är en kommun i Mikronesiska federationen.   Den ligger i delstaten Pohnpei, i den östra delen av landet, 290 km öster om huvudstaden Palikir. Antalet invånare är 438.
Följande samhällen finns i Pingelap Municipality:
- Pingelap Village